# 学校をつくろう!! Happy Days
『学校をつくろう!!HappyDays』は、2005年3月24日にマーベラスインタラクティブから発売された、PlayStation 2用経営シミュレーションゲームである。

## 概要
プレイヤーは校長となり高校を経営していく。校長のグラフィックはゲーム開始時に若者・中年・熟年の3タイプの男女6人から選ぶことができる。
教頭先生も4人の中から選べ、信頼が高まることにより校長との組み合わせに応じた「絆パワー」が発動し、学校運営に劇的な効果を及ぼす。
生徒との会話も重要な要素で、コミュニケーションの取り方により生徒の心をつかむことができる。そのためには「メンタルマトリクス」が重要で、「元気」「自由」「冷静」「真面目」「普通」のどこに属する生徒が多いかで校風の参考となる。
ゲーム内に登場する校歌はmihimaru GTが作曲しており、また部活動の中に「ミヒマルボール部」という部活も存在する。

## モード
とことん経営モードとキャンペーンモードの2つがある。
とことん経営モード
全てを自分の好みに設定して高校を経営していくモードである。総資産が尽きると、その年度の決算時にゲームオーバーとなる。
キャンペーンモード
あらかじめ用意された学校を舞台に、与えられた課題をクリアしていくモードである。

## 部活動
部室を設置することで、部活動を実施できる。それぞれの部活動では、大会やコンクールが全国規模で実施され、結果は各部活の部室の掲示板で見ることができる。
「ミヒマルボール部」は2人1チームになって両手で両足首をつかんだ体勢でボールを蹴るという本作独自の競技の部活動である。

### 男子運動部
- 野球
- サッカー
- バスケットボール
- バレーボール
- 陸上競技
- バドミントン
- テニス
- 卓球
- ボクシング
- 柔道
- ラグビー
- 水泳
- ミヒマルボール

### 女子運動部
- ソフトボール
- サッカー
- バスケットボール
- バレーボール
- 陸上競技
- バドミントン
- テニス
- 卓球
- ラクロス
- 柔道
- 弓道
- 水泳
- 新体操
- ミヒマルボール

### 文化部
- 美術
- 造形デザイン
- CGイラスト
- 漫画イラスト
- アニメイラスト
- 吹奏楽
- 合唱
- 軽音楽
- 演劇
- 茶道
- 華道
- 新聞
- 写真
- 将棋
- 囲碁
- ワープロ
- パソコン
- プログラミング
- サウンドクリエイト
- ゲーム研究
- 珠算
- 科学
- 英会話
- 家庭科
- ボランティア